# Cống Liêu
Cống Liêu (tiếng Trung: 貢寮區/摃仔寮; bính âm: Gòngliáo Qū; Bạch thoại tự: Khong-liâu-khu, Khong-á-liâu-khu; nghĩa đen 'gift hut') là một khu (quận) của thành phố Tân Bắc, Trung Hoa Dân Quốc (Đài Loan). Đây là một quận có tỷ lệ đô thị hóa thấp và có một nhà máy điện hạt nhân đang được xây dựng.

## Lịch sử
Trong thời kỳ Nhật Bản cai trị, Cống Liêu được gọi là làng Kōryō (貢寮庄), và được quản lý dưới quyền quản lý của quận Kīrun, tỉnh Taihoku.

## Địa lý
Diện tích của huyện là khoảng 99,97 km vuông. Có khoảng 14.077 người sống trong huyện.

## Cơ sở hạ tầng
Nhà máy điện hạt nhân thứ tư của Đài Loan đang được xây dựng ở Gongliao. Việc xây dựng nhà máy bị phản đối bởi hầu hết cư dân của cộng đồng.